# Романовка (Покровский район)
Романовка (укр. Романівка) — село на Украине, находится в Покровском районе Донецкой области.
Код КОАТУУ — 1423382503. Население по переписи 2001 года составляет 109 человек. Почтовый индекс — 85651. Телефонный код — 6278.
5 декабря 2024 года в ходе боёв за Покровск Вооружённые силы РФ заняли село.

## Адрес местного совета
85651, Донецкая область, Марьинский р-н, с. Елизаветовка, ул. Советская, 45б[обновить данные]